# Avenida Acoyte
La Avenida Acoyte es una arteria vial de la ciudad de Buenos Aires, Argentina.

## Recorrido
La avenida nace en el área comercial del barrio de Caballito cerca del Parque Rivadavia, a partir de la Avenida Rivadavia siendo continuación de la Avenida José María Moreno (ubicada hacia el sur de Rivadavia).
En ésta esquina se encuentra la estación Acoyte de la Línea A del Subte de Buenos Aires.
Con doble sentido, recorre hacia el norte del barrio de Caballito; cruza la Avenida Avellaneda, transcurre por la fachada del Sanatorio Municipal Dr. Julio Méndez, cuando cruza la Avenida Díaz Velez se hace una calle de un solo sentido hacia el norte y pasa por inmediaciones del Parque Centenario hasta la Avenida Ángel Gallardo.
A partir de este punto, ingresa al barrio de Villa Crespo, recorriendo 6 cuadras más, y finalizando en la Avenida Warnes. Dado que las calles que intersecan Avenida Warnes cambian de nombre, en el caso de Acoyte su continuación es la Calle Muñecas.

## Toponimia y detalles
Recibe el nombre en conmemoración del Combate de Acoyte, producido en 1818. Allí 20 gauchos que pertenecían a las fuerzas de Martín Güemes, comandados por Bonifacio Ruiz de los Llanos, derrotaron a 200 soldados realistas comandados por el General Olañeta.
La avenida forma parte de la calzada continua que más veces cambia de nombre en la ciudad, llamándose desde el sur Daract (entre las avenidas Riestra y Cobo), José María Moreno (entre las avenidas Cobo y Rivadavia), Acoyte (entre las avenidas Rivadavia y Warnes), Muñecas (entre las avenidas Warnes y Dorrego) e Iturri (entre las avenidas Dorrego y Jorge Newbery)

## Cruces y lugares de interés

#### Caballito
- 0: Avenida Rivadavia - Avenida José María Moreno - Estación Acoyte de la Línea A del Subte de Buenos Aires - Parque Rivadavia
- 150: Cruce sobre el Ferrocarril Domingo Faustino Sarmiento
- 400: Avenida Avellaneda - Sanatorio Dr. Julio Méndez
- 800: Avenida Díaz Vélez - Hospital Dr. Carlos Durand - Inicio de mano al norte
- 1100: Avenida Ángel Gallardo - Parque Centenario

#### Villa Crespo
- 1700: Avenida Warnes - Calle Muñecas